# Excitotoxizität

Mechanismus der Excitotoxizität

Excitotoxizität (vom lateinischen excitare = antreiben und griechischen toxikon = Gift), synonym Exzitotoxizität, bezeichnet in den Neurowissenschaften den Tod einer Nervenzelle durch andauernde Reizüberflutung.

## Eigenschaften
Durch eine Überaktivierung von Glutamatrezeptoren (insbesondere der AMPA-Rezeptor und der NMDA-Rezeptor) durch Glutamat oder andere Agonisten (insbesondere Kainsäure und NMDA) kann die intrazelluläre Calciumkonzentration so stark ansteigen, dass eine Apoptose in den Nervenzellen ausgelöst wird. Wobei gleichzeitig die Aminosulfonsäure Taurin als endogen und exogen wirksamer Modulator dieses Stoffwechselgeschehens eine wichtige Rolle spielt. Als Calcium-abhängige Proteine werden manche Phospholipasen, Endonukleasen und Proteasen (wie Calpain) aktiviert. Bei Ausbreitung einer Exzitotoxizität im Gewebe können größere Hirngebiete geschädigt werden und absterben. Die Excitotoxizität kann durch eine Ausschüttung von TNF-α im Zuge einer parallel laufenden Immunreaktion verstärkt werden.
Excitotoxizität spielt eine Rolle bei Rückenmarksverletzungen, Schädel-Hirn-Traumata, Schlaganfall, Migräne, Vergiftungen mit manchen Neurotoxinen sowie bei neurodegenerativen Erkrankungen des Zentralnervensystems (ZNS) wie z. B. multiple Sklerose, Alzheimerkrankheit, Amyotrophe Lateralsklerose (ALS), Parkinsonkrankheit, Alkoholismus, Huntington-Krankheit. Auch bei der Hypoglykämie und dem Status epilepticus wurde eine erhöhte Glutamatkonzentration rund um die Neuronen festgestellt.
Das Strukturanalogon des Glutamats, β-Methylamino-L-alanin (BMAA), ist ein cyanobakterielles Neurotoxin und ein Agonist des NMDA-Rezeptors, welches vermutlich den ALS/Parkinsonism-dementia complex of Guam auslöst. Die Wirkung des BMAA kann durch den Antagonisten MK801 gehemmt werden.